# 施厝寮 (嘉義縣)
施厝寮，原寫為施厝藔，是臺灣嘉義縣鹿草鄉的一個傳統地域名稱，位於該鄉中部偏南，並延伸至南部邊界地帶。相較於今日行政區，其範圍大致包括重寮村西南端、施家村不含西北端及西南端、碧潭村東部偏北地帶一小段。

## 歷史
台灣日治初期，施厝寮地區為一街庄，稱為「施厝藔庄」，隸屬於鹿仔草堡。該庄西北及北與鹿仔草庄為鄰，東邊北段及中段與中藔庄為鄰，東邊南段隔八獎溪（八掌溪）與菁藔庄為界，南邊及西邊南段為頂潭庄，西邊一小段為竹仔腳庄。
1901年（日治明治三十四年）11月，全台廢縣廳改設二十廳，該庄隸屬於嘉義廳。1903年（明治三十六年）6月，該庄編入「鹿仔草區」，隸屬於嘉義廳。1909年（明治四十二年）10月，合併二十廳為十二廳，鹿仔草區仍隸屬於嘉義廳。1920年（大正九年），全台地方制度大改正，廢十二廳改設五州二廳，該庄改制並雅化為「施厝寮」大字，隸屬於臺南州東石郡鹿草庄。
戰後鹿草庄改制為鹿草鄉，隸屬於臺南縣，大字亦改制為村。1950年10月，雲、嘉、南分治，鹿草鄉改隸屬嘉義縣。

## 聚落
本地區發展較早的聚落為施厝藔，在日治期初期的官方地圖上已有記載。

## 交通
縣道163號是嘉義市市區至嘉義縣布袋鎮好美里的道路，經過本地區西北部邊界地帶。由該道路東北行可前往鹿草鄉鹿草市區、水上鄉、嘉義市西區，並止於縣道159號路口；西南行可前往義竹鄉、布袋鎮，並止於好美里。
縣道嘉35線是鹿草至頂潭的道路。
縣道嘉35-1線是鹿草至施厝寮的道路。

## 學校
- 重寮國小（位於東部邊界地帶，大部分校園位於東鄰中寮地區境內）